# Werner Speckmann

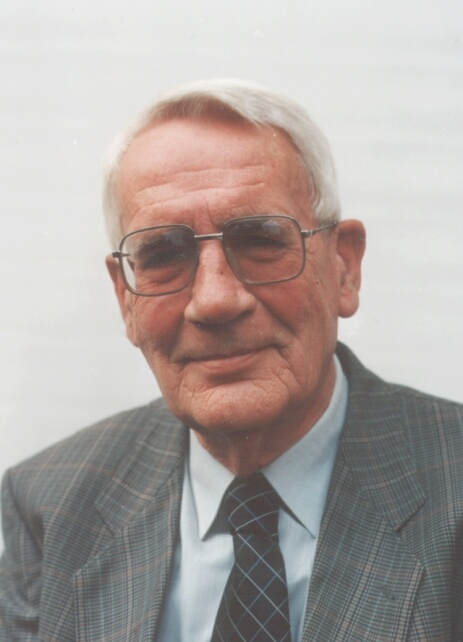
Werner Speckmann

Werner Speckmann (* 21. August 1913 in Dortmund; † 23. Februar 2001 in Hamm) war ein deutscher Schachkomponist und Richter in Zivilsachen.

## Leben

### Jugend und Ausbildung
Werner Speckmann erlernte das Schachspiel im Alter von 12 Jahren und kam 1929 über die Wiener Zeitschrift Das Rätsel und deren Redakteur Hans Schaffer zum Kunstschach. Speckmanns erstes Schachproblem (siehe unten) erschien dort am 13. August 1929.
Speckmann studierte zwischen 1933 und 1936 Rechtswissenschaften an den Universitäten in Bonn und Münster/Westfalen. Im Jahre 1937 promovierte er unter dem Dekanat von Max Kaser mit dem Thema „Das Ermessen der Verwaltungsbehörden und seine Kontrolle durch die höchsten Verwaltungsgerichte“.

### Berufliche Laufbahn
Nach seiner Referendarzeit war er ab 1939 zunächst als Gerichtsassessor tätig und wechselte 1942 als Beamter zum Reichspatentamt. Nach dem Krieg und seiner Entlassung aus sowjetischer Kriegsgefangenschaft wurde er 1946 Richter in Zivilsachen und – nach einer zwischenzeitlichen Verwendung beim Deutschen Patentamt in München (1951 bis 1953) – 1953 zum Oberlandesgerichtsrat beim Oberlandesgericht Hamm ernannt. Bis zu seiner Pensionierung im Jahre 1976 befasste er sich insbesondere mit Fragen des Familien- und Erbrechts; daneben war er bis 1968 Mitglied des Justizprüfungsamtes beim Oberlandesgericht Hamm. Speckmann verfasste von 1952 bis 1954 zwei und von 1968 bis 1974 weitere 32 juristische und rechtspolitische Abhandlungen.

### Persönliches
Im Jahr 1947 heiratete Werner Speckmann Irma Meyer zu Theenhausen (* 7. Januar 1921 in Theenhausen; † 5. September 2016 in Oldenburg).
Werner Speckmann starb am 23. Februar 2001. Er hinterlässt neben seiner Ehefrau zwei Kinder, Susanne (* 1949) und Lothar (* 1958).

## Wirken

### Schachkomposition
Im Anschluss an die frühen Schacherfahrungen seiner Kindheit und Jugend wurde Speckmann im Jahr 1959 wurde zum Internationalen Schiedsrichter für Schachkomposition und 1967 zum Internationalen Meister der Schachkomposition (mit zuletzt 58,17 Punkten) ernannt. Speckmann war auch Mitglied der British Chess Problem Society.
Werner Speckmann war von 1953 bis 1962 Schriftleiter und von 1969 bis zu seinem Rücktritt 1982 der 1. Vorsitzende, danach Ehrenvorsitzender der Schwalbe (1924 gegründete deutsche Vereinigung für Problemschach). Speckmann forderte vor allem in den 1960er Jahren Lösungsturniere von der FIDE. Er erreichte auf Initiative von Gerhard Wolfgang Jensch 1972 die Aufnahme der Schwalbe in den Deutschen Schachbund. Dieser verlieh – vertreten durch DSB-Präsident Egon Ditt – Speckmann 1993 bei seinem 80. Geburtstag die „Goldene Ehrennadel“. Auch von der Schwalbe wurde er 1995 mit einer „Goldenen Ehrennadel“ ausgezeichnet.
|   | a | b | c | d | e | f | g | h |   |
| 8 |   |   |   |   |   |   |   |   | 8 |
| 7 |   |   |   |   |   |   |   |   | 7 |
| 6 |   |   |   |   |   |   |   |   | 6 |
| 5 |   |   |   |   |   |   |   |   | 5 |
| 4 |   |   |   |   |   |   |   |   | 4 |
| 3 |   |   |   |   |   |   |   |   | 3 |
| 2 |   |   |   |   |   |   |   |   | 2 |
| 1 |   |   |   |   |   |   |   |   | 1 |
|   | a | b | c | d | e | f | g | h |   |

Von 1963 bis 1988 redigierte Speckmann den Kompositionsteil der Deutschen Schachzeitung und führte dies nach der Vereinigung des Blattes mit Schach-Report dort bis 1991 fort. Dabei half Speckmann stets, die Schachkomposition zu verbreiten. So antwortete er auf eingehende Fragen und unterstützte neue Komponisten, etwa Bernd Schwarzkopf.
Von 1961 bis 1982 schrieb Speckmann für die Deutsche Schachzeitung mehrere Abhandlungen über Schachkomposition. Er gab auch mehrere Bücher heraus. Dabei schrieb er vor allem über die „neudeutsche Schule“, die er auch in Russland populär machte. Darüber hinaus übersetzte Speckmann Bücher aus der russischen Sprache, darunter Genrich Gasparjans Zauber des Endspiels. Er veröffentlichte 1999 auch das erste deutsche Internet-Schachkompositionsbuch (Speckmann, Ausgewählte Schachaufgaben). In seinen letzten Lebensjahren überarbeitete Speckmann frühere eigene Werke.
Speckmann verfasste mehrere tausend Schachkompositionen, darunter 1718 Miniaturen (also Stücke mit maximal sieben Steinen). Vor allem die in diesem Zusammenhang rege Publikationstätigkeit machte ihn über Landesgrenzen hinaus bekannt. Er erfand einige Märchenschachfiguren, unter anderem den Superbauer.
Lösung:

1. De4–b4! (droht 2. Db4–b5 matt)

1. … Lc5xb4 2. Tb7–a7 matt

1. … La8xb7 2. Db4–a5 matt

1. … Lc5–b6 2. Db4xb6 matt
Dieses Stück war Werner Speckmanns erstes Schachproblem.

## Werke (Auswahl)
- Werner Speckmann: Strategie im Schachproblem. Walter de Gruyter, Berlin 1959
- Franz Palatz, Wilhelm Maßmann, Werner Speckmann, Karl Fabel: Kleinkunst im Schachproblem. Band 2, Walter Rau Verlag, 1963
- Werner Speckmann: Das logische Schachproblem. Walter Rau Verlag, Düsseldorf, 1965.
- Werner Speckmann: Schachminiaturen mit schwarzer Dame.
- Werner Speckmann: Im Rückblick.
- Werner Speckmann: Ausgewählte Schachaufgaben. 1999.
- Siehe auch Bücherreport (PDF-Datei; 29 kB) – Übersicht über die von Werner Speckmann herausgegebenen Problemschachbücher mit Erläuterungen des Autors.